# Криничка (гідрологічний заказник)
Крини́чка — гідрологічний заказник місцевого значення в Україні. Розташований у місті Ірпінь Київської області, в урочищі Пилипів Потік, між вулицями Миколи Леонтовича та Миколи Сингаївського. 
Площа 14,81 га. Статус присвоєно згідно з рішенням 35 сесії Київської обласної ради V скликання від 21 жовтня 2010 року № 866-35-V. Перебуває у віданні Ірпінської міської ради.

## Опис пам'ятки

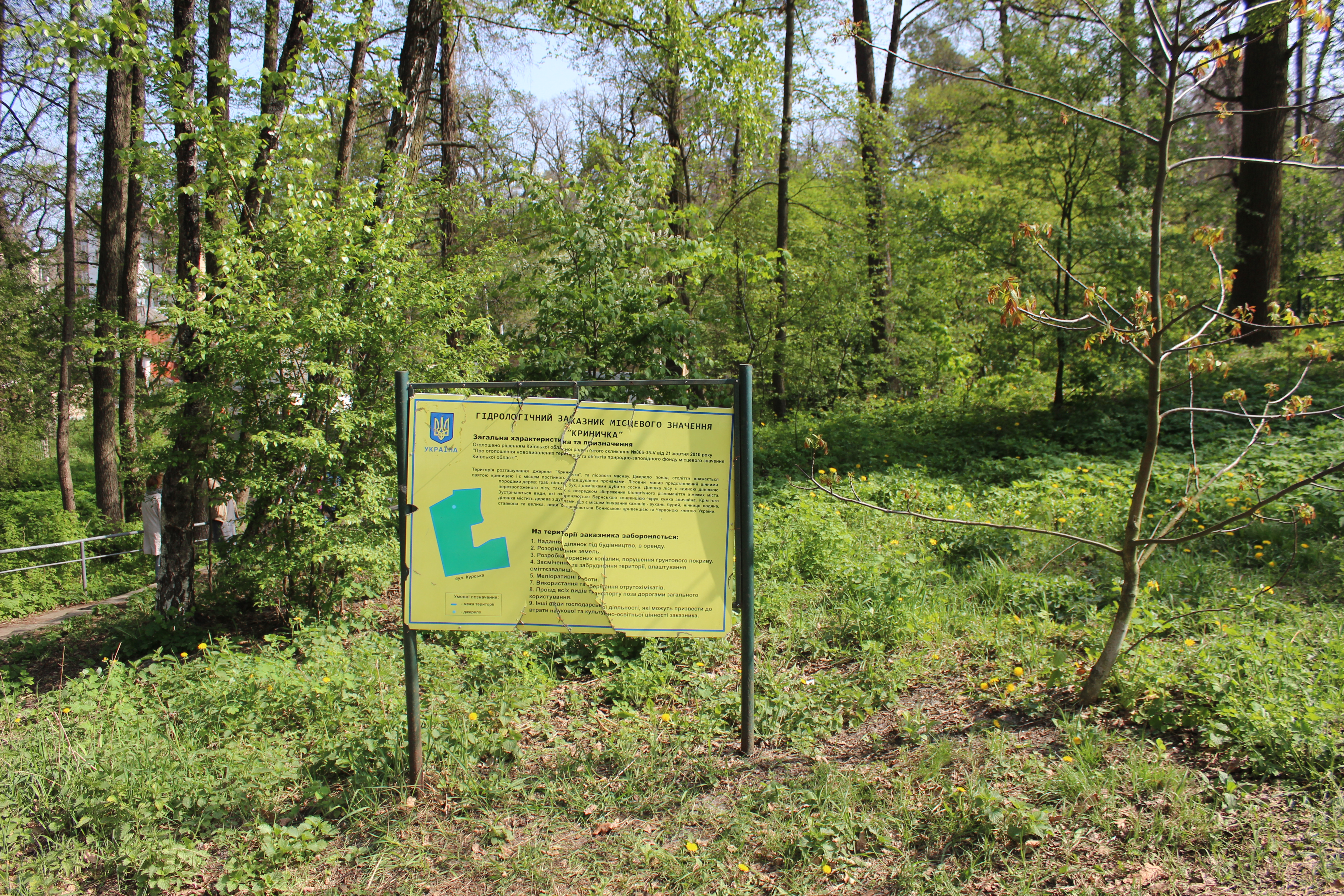

У центрі однієї із ділянок розташоване джерело чистої води «Криничка», яке разом із лісовим масивом має велике природоохоронне, рекреаційне, естетичне та релігійне значення. Вода в криниці холодна, не має сторонніх присмаків та запахів, відповідає вимогам норм діючих стандартів за органолептичними, санітарно-хімічними та мікробіологічними показниками, не містить пестицидів та важких металів. Води стоку джерела утворюють невелику водойму, яка в посушливу пору року забезпечує водою невелику ділянку лісу, а також є місцем водопою багатьох видів птахів і місцем існування деяких цінних для науки видів водних тварин та рослин.

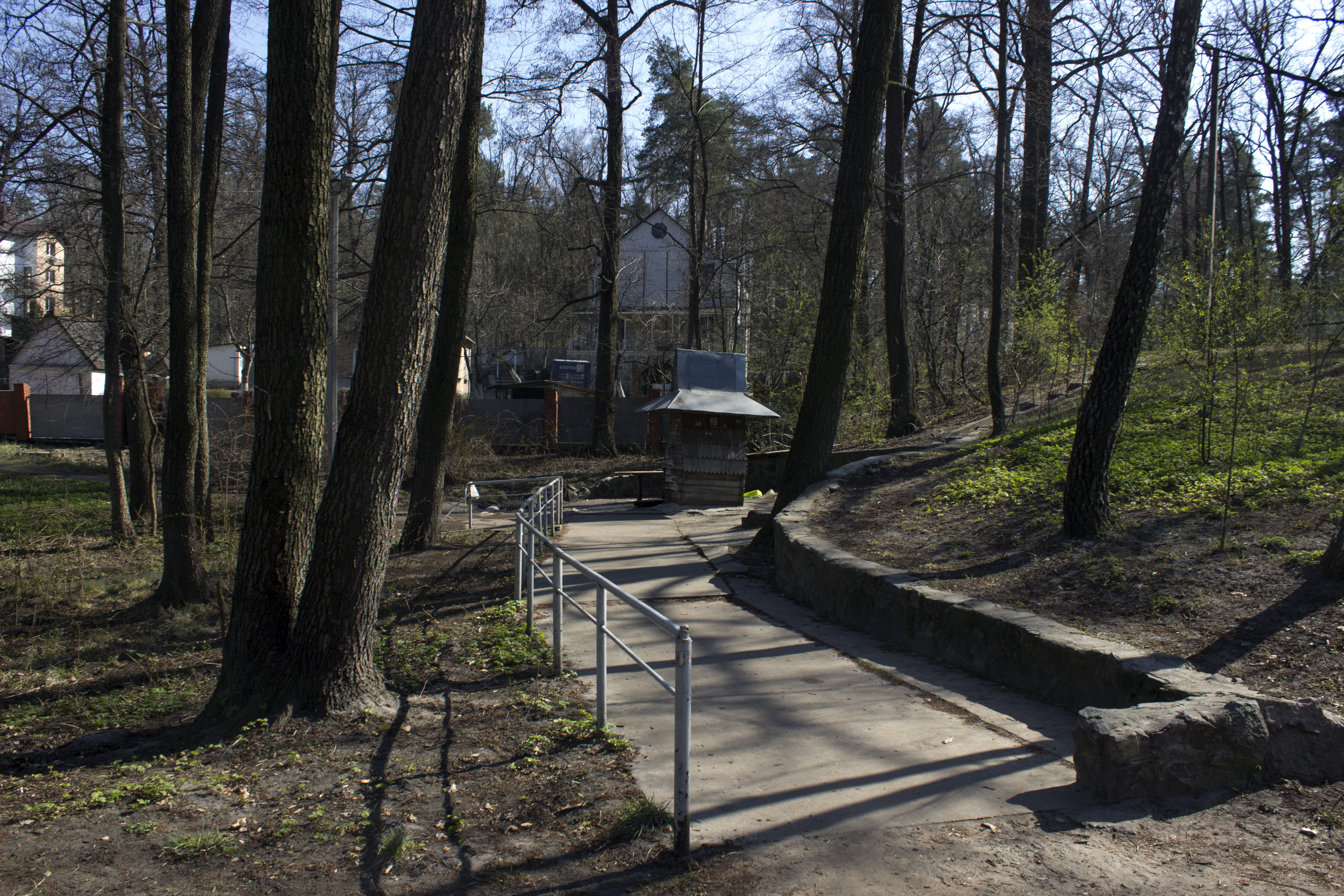

Ліс утворюють такі цінні породи дерев, як граб, вільха, бук, з домішками дуба та сосни. Підріст граба щільний і зімкнений. Ділянка об'єкта є осередком збереження біорізноманіття у межах міста.  
Серед тварин поширені крук (охороняється Бернською конвенцією, 3 категорія), кумка звичайна(охороняється Бернською конвенцією, 2 категорія). Крім того, територія має дуплисті дерева, що є місцем існування кажанів (вухань бурий, нічниці водяна, ставкова та велика), що охороняються Бернською конвенцією (2 категорія), Боннською конвенцією (2 категорія) та Червоною книгою України.

## Історія
Перші згадки про Криничку можна знайти в документах Петра Могили, який описував Ірпінь, як місце на 8 джерелах, одним з яких вона і була.
В 20-х роках ХХ століття на місці цьому місці возвели дзвіницю, яка збереглася і до сьогодні. Там збиралися монашки, щоб правити службу. Однак сувора радянська влада нікого не щадила і переслідувала монахинь. Вже дуже скоро вона з ними і розправилась.
Вода Кринички відома своїми цілющими властивостями, які вперше виявили священнослужителі. Вони розказують про випадки чудодійного зцілення, одним з яких було прозріння сліпої жінки, яка вмилась водою з джерела.
Криничка має велике природоохоронне, рекреаційне, естетичне та релігійне значення. І люди розуміють важливість збереження такого дорогоцінного джерела. Саме тому завдяки зусиллям небайдужих активістів 21 жовтня 2010 року на 35 сесії Київська обласна рада V скликання своїм рішенням № 866-35-V надала «Криничці» статус гідрологічного заказника місцевого значення.
Вода в Криничці і досі має унікальні властивості. Звичайно, зі збільшенням населення вода забруднюється, однак експертиза показала, що вона все ж таки відповідає всім необхідним нормам, а рівень нітратів та хлоридів у ній навіть нижче допустимого. Вода з «Кринички» може стояти дуже довго і не псуватися. 

Забудовник ЖК «Синергія 2» взяв на себе зобов’язання привести до ладу територію, щоб врятувати гідрологічний заказник. 